# Colegial
Negrito-austral, colegial-austral ou colegial (Lessonia rufa) é uma espécie de ave da família Tyrannidae.
Pode ser encontrada nos seguintes países: Argentina, Bolívia, Brasil, Chile, Ilhas Malvinas, Paraguai, Ilhas Geórgia do Sul e Sandwich do Sul e Uruguai.
Os seus habitats naturais são: lagos de água doce e sapais.